# Дембяки
Дембяки (пол. Dębiaki) — село в Польщі, у гміні Тушув-Народовий Мелецького повіту Підкарпатського воєводства.
Населення — 262 особи (2011).
У 1975-1998 роках село належало до Ряшівського воєводства.

## Демографія
Демографічна структура станом на 31 березня 2011 року:
|          | Загалом | Допрацездатний вік | Працездатний вік | Постпрацездатний вік |
| -------- | ------- | ------------------ | ---------------- | -------------------- |
| Чоловіки | 121     | 23                 | 83               | 15                   |
| Жінки    | 141     | 34                 | 72               | 35                   |
| Разом    | 262     | 57                 | 155              | 50                   |